# Lake Monger
Lake Monger är en sjö i Australien. Den ligger i delstaten Western Australia, nära delstatshuvudstaden Perth. Lake Monger ligger 11 meter över havet. Arean är 0,68 kvadratkilometer. Den sträcker sig 1,0 kilometer i nord-sydlig riktning, och 1,0 kilometer i öst-västlig riktning.
Runt Lake Monger är det i huvudsak tätbebyggt. Runt Lake Monger är det mycket tätbefolkat, med 2 103 invånare per kvadratkilometer. Genomsnittlig årsnederbörd är 820 millimeter. Den regnigaste månaden är juli, med i genomsnitt 142 mm nederbörd, och den torraste är januari, med 11 mm nederbörd.